# Combat de Tagarangabotte
Guerre du Mali
Batailles
Le combat de Tagarangabotte se déroule lors de la guerre du Mali. Une colonne du MUJAO en route pour Ménaka tombe dans une embuscade tendue par le MNLA.

## Déroulement
Le MUJAO lance une attaque le 16 novembre contre les forces indépendantistes à Ménaka tandis ces dernières continuent leurs attaques visant à reprendre la ville de Gao.
Selon les déclarations de Moussa Ag Assarid, chargé de la Communication et de l'Information du MLNA, le 16 novembre à 10 heures du matin, une colonne de véhicules du MUJAO tombe dans une embuscade tendue par le MNLA à Tagarangabotte, à l'est d'Ansongo sur la route de Ménaka. Selon le premier bilan du MNLA, aucun de ses combattants n'a été tué, neuf sont blessés et un véhicule est détruit tandis que les Islamistes ont plus 20 morts et des dizaines de blessés et 3 véhicules détruits,,. 
Un porte-parole du MNLA, Hama Ag Sid’Ahmed, déclare :

« Deux brigades armées MNLA dirigées respectivement par le chef d’état major adjoint, Machkanani Ag Balla et le chef des groupes commandos, colonel Moulay Ag Sidi Molla ont ouvert des feux croisés tôt ce matin 16 novembre vers 11h sur la localité d’Ansongo et de ses environs (près de la ville de Gao) tenus par des groupes terroristes du Mujao et ceux de Belmokhtar. »

Dans une interview au Temps de l'Agérie, publiée le 19 novembre 2012, Hama Ag Sid’Ahmed déclare :

« Les troupes du MNLA se positionnent et vont à l'encontre des groupes terroristes qui se sont massés dans les environs d'Ansongo (une position à 30 km et une autre à 50). Dans la matinée, les troupes mobiles du MNLA ouvrent le feu sur les deux positions des groupes terroristes présents dans la zone. Le MNLA ouvre des feux croisés. Les groupes terroristes avaient envoyé au début au feu les nouvelles recrues. Les vrais terroristes sont restés à l’arrière.
C'est seulement à la mi-journée du 16 novembre, lorsqu'il a été constaté par les terroristes que leurs recrues tombaient et que les ambulances terroristes ont pris très vite le relais pour évacuer quelques dizaines de morts et près de 60 et 70 blessés, que certains responsables terroristes se sont mis en avant et ont engagé les hostilités. Il s'agit de ceux qui sont venus créer le Mujao et lui prêter main-forte, des Pakistanais (instructeurs et stratèges), des Tunisiens et des Marocains, y compris ceux qui avaient été rejetés par les responsables du Sahara occidental.
Quelques combattants et des armes lourdes appartenant au groupe de Ben Moctar sont entrés dans les combats contre les Touareg vers fin de la journée du 16 novembre.  Il existe une coalition des terroristes venus d'un peu partout contre les Touaregs. Il faut dire par ailleurs que le chef d'état-major du MNLA, Machkanani Ag Balla, a foncé tout droit avec son groupe pour entrer dans le camp des terroristes. Et les autres brigades du MNLA ont également suivi.
Les combats étaient très violents. Une couverture de feu immense venait des deux camps. Le MNLA, au début de la journée du 17 novembre, avait fait le compte de ses pertes. Effectivement, il y avait 3 blessés graves et 6 légers et aucun mort n'a été déploré dans les rangs des combattants touaregs lors ces combats. »

Selon Ibrahim Ag Assakeh, membre d'une délégation du MNLA à Ouagadougou, l'embuscade est tendue à 50 kilomètres à l'ouest d'Ansongo, 13 combattants du MUJAO sont tués et 17 blessés, contre 9 hommes blessés du côté du MNLA, dont un grave. Il ajoute également que les combats continuent.
Le colonel Mechkanine, Numéro 2 de l'état-major du MNLA, figure parmi les blessés
Le succès du MNLA ne semble cependant avoir été que temporaire et insuffisant pour arrêter l'offensive islamiste, selon une source sécuritaire du Burkina Faso, alors pays médiateur, le même jour le MUJAO attaque des éléments du MNLA au village de Idelimane à 80 kilomètres de Ménaka, le dernier bastion du MNLA. Selon la même source, « Le Mujao a fait beaucoup de prisonniers et pris deux véhicules, il y a eu des morts. »